# Saint-Martin Senior League
Saint-Martin Senior League är det franska utomeuropeiska territoriet Saint-Martins högstaliga i fotboll. Ligan grundades 1970 och första säsongen sparkade igång samma år. 2003 startade Saint-Barthélemy ett eget fotbollsförbund och en egen liga, vilken tidigare ingått i Saint-Martin Senior League.

## Mästare genom tiderna
- 1970 — Okänt
- 1970/71 — Junior Stars
- 1971/72 — Junior Stars
- 1972/73 — Junior Stars
- 1973/74 — Saint Louis Stars
- 1974/75 — Saint Louis Stars
- 1975/76 — Saint Louis Stars
- 1976/77 — Saint Louis Stars
- 1977/78 — Saint Louis Stars
- 1978/79 — Saint Louis Stars
- 1979/80 — Junior Stars
- 1980/81 — Junior Stars
- 1981/82 — Saint Louis Stars
- 1982/83 — Saint Louis Stars
- 1983/84 — Saint Louis Stars
- 1984/85 — Saint Louis Stars
- 1985/86 — Junior Stars
- 1986/87 — Saint Louis Stars
- 1987/88 — Saint Louis Stars
- 1988/89 — Saint Louis Stars
- 1989/90 — Junior Stars
- 1990/91 — Junior Stars
- 1991/92 — Saint Louis Stars
- 1992/93 — Saint Louis Stars
- 1993/94 — Saint Louis Stars
- 1994/95 — Saint Louis Stars
- 1995/96 — Saint Louis Stars
- 1996/97 — Saint Louis Stars
- 1997/98 — Jah Rebels
- 1998/99 — Jah Rebels
- 1999/00 — Junior Stars
- 2000/01 — Saint Louis Stars
- 2001/02 — Orléans Attackers
- 2002/03 — Junior Stars
- 2003/04 — Juventus
- 2004/05 — Orléans Attackers
- 2005/06 — Orléans Attackers
- 2006/07 — Orléans Attackers
- 2007/08 — Orléans Attackers
- 2008/09 — Saint Louis Stars
- 2009/10 — Orléans Attackers
- 2010/11 — Junior Stars
- 2011/12 — Concordia
- 2012/13 — Orléans Attackers
- 2013/14 — Junior Stars
- 2014/15 — Orléans Attackers
- 2015/16 — Concordia
- 2016/17 — Saint Louis Stars
- 2017/18 — Ej spelad på grund av orkanerna Irma och Maria.
- 2018/19 — Säsongen övergavs?
- 2019/20 —